# Tailândia nos Jogos Olímpicos de Verão da Juventude de 2010
A Tailândia participou dos Jogos Olímpicos de Verão da Juventude de 2010 em Cingapura. Sua delegação foi composta de 34 atletas que competiram em 15 esportes. O país conquistou quatro ouros e três pratas.

## Medalhistas
| Medalha | Nome                    | Esporte        | Evento                 | Data         |
| ------- | ----------------------- | -------------- | ---------------------- | ------------ |
| Ouro    | Worawong Pongpanit      | Taekwondo      | Até 49 kg feminino     | 16 de agosto |
| Ouro    | Pisit Poodchalat        | Badminton      | Simples masculino      | 19 de agosto |
| Ouro    | Sapsiree Taerattanachai | Badminton      | Simples feminino       | 19 de agosto |
| Ouro    | Siripon Kaewduang-Ngam  | Vela           | Techno 293 feminino    | 25 de agosto |
| Prata   | Sirivimon Pramongkhol   | Halterofilismo | Até 48 kg feminino     | 15 de agosto |
| Prata   | Chatuphum Chinnawong    | Halterofilismo | Até 77 kg masculino    | 18 de agosto |
| Prata   | Chitchanok Pulsabsakul  | Halterofilismo | Mais de 63 kg feminino | 18 de agosto |

## Atletismo
| Evento                          | Atleta                   | Qualificação | Qualificação | Final     | Final        |
| Evento                          | Atleta                   | Resultado    | Posição      | Resultado | Posição      |
| ------------------------------- | ------------------------ | ------------ | ------------ | --------- | ------------ |
| Marcha atlética feminina (5 km) | Jantraporn Vongsuwakunta |              |              | 29:06.19  | 14º          |
| 100 m masculino                 | Jirapong Meenapra        | 10.72        | 3º (2º q3)   | 10.71     | 5º (Final A) |
| Arremesso de peso masculino     | Panyawut Bumroong        | 16,40        | 16º          | 16,04     | 8º (Final B) |
| Salto em distância feminino     | Pennapa Tantragool       | 5,08         | 15º          | 5,24      | 7º (Final B) |
| Arremesso de disco feminino     | Subenrat Insaeng         | 44,96        | 8º           | 45,47     | 5º (Final A) |

## Badminton
| Evento            | Atleta                  | Fase de grupos | Fase de grupos                           | Fase de grupos                                   | Fase de grupos                             | Fase de grupos | Quartas-de-final                           | Semifinais                                                   | Final                                  | Pos. final      |
| Evento            | Atleta                  | Grupo          | 1ª rodada                                | 2ª rodada                                        | 3ª rodada                                  | Pos.           | Quartas-de-final                           | Semifinais                                                   | Final                                  | Pos. final      |
| ----------------- | ----------------------- | -------------- | ---------------------------------------- | ------------------------------------------------ | ------------------------------------------ | -------------- | ------------------------------------------ | ------------------------------------------------------------ | -------------------------------------- | --------------- |
| Simples masculino | Pisit Poodchalat        | E              | JOR Mohammed Qaddoum V 2-0 (21-3, 21-6)  | DEN Flemming Quach V 2-0 (21-18, 21-15)          | SWE Mikael Westerbäck V 2-0 (21-13, 21-11) | 1º             | CHN Huang Yuxiang V 2-0 (21-16, 21-19)     | MAS Loh Wei Sheng V 2-1 (21-13, 19-21, 11-3 Sheng abandonou) | IND Prannoy Kumar V 2-0 (21-15, 21-16) | Medalha de ouro |
| Simples feminino  | Sapsiree Taerattanachai | E              | TUV Tiaese Tapumanaia V 2-0 (21-1, 21-0) | SRI Lekha Handunkuttihettige V 2-0 (21-13, 21-9) | TPE Chiang Mei-Hui V 2-0 (21-13, 21-7)     | 1º             | MAS Sonia Cheah Su Ya V 2-0 (21-15, 21-16) | VIE Thị Trang Vũ V 2-0 (21-18, 21-8)                         | CHN Deng Xuan V 2-0 (21-14, 21-17)     | Medalha de ouro |

## Basquetebol
Feminino:
| Elenco                                                             | Preliminares                                                             | Preliminares | Classificação 17-20                                     | Pos. final |
| Elenco                                                             | Grupo C                                                                  | Pos.         | Classificação 17-20                                     | Pos. final |
| ------------------------------------------------------------------ | ------------------------------------------------------------------------ | ------------ | ------------------------------------------------------- | ---------- |
| Aungkana Buapa Pornnutcha Sawatong Punnida Arjsri Thidaporn Maihom | CHN China D 13-34 MLI Mali D 18-23 BRA Brasil D 9-31 CZE Chéquia D 26-28 | 5º           | CHI Chile V 24-13 Cingapura V 29-28 VAN Vanuatu V 33-15 | 17º        |

## Ciclismo
| Prova                     | Equipe                 | Corta-mato | Corta-mato | Contra-relógio | Contra-relógio | BMX  | BMX   | Estrada masculino[n1] | Pontos | Pos. final |
| Prova                     | Equipe                 | Fem.       | Masc.      | Fem.           | Masc.          | Fem. | Masc. | Estrada masculino[n1] | Pontos | Pos. final |
| ------------------------- | ---------------------- | ---------- | ---------- | -------------- | -------------- | ---- | ----- | --------------------- | ------ | ---------- |
| Equipes mistas combinadas | Jukrapech Wichana      |            |            |                |                |      | 72    | 72                    | 337    | 25º        |
| Equipes mistas combinadas | Sarawaut Sirironnachai |            |            |                | 30             |      |       | 68 - 5 = 63[n2]       | 337    | 25º        |
| Equipes mistas combinadas | Satjakul Sianglam      |            | 72         |                |                |      |       | 72                    | 337    | 25º        |
| Equipes mistas combinadas | Siriluck Warapiang     | 24         |            | 40             |                | 36   |       |                       | 337    | 25º        |

↑  Na prova de estrada apenas a melhor pontuação foi considerada.

↑  5 pontos foram deduzidos porque os três ciclistas concluíram a prova de estrada.

## Ginástica artística
| Atleta             | Evento                       | Qualificação | Qualificação | Final por aparelhos | Final por aparelhos | Final individual geral | Final individual geral | Final individual geral | Final individual geral | Final individual geral | Final individual geral | Final individual geral | Final individual geral | Final individual geral | Final individual geral |
| Atleta             | Evento                       | Result.      | Pos.         | Result.             | Pos.                | Barras assimétricas    | Trave                  | Solo                   | Salto                  | Cavalo com alças       | Argolas                | Barras paralelas       | Barra fixa             | Total                  | Pos.                   |
| ------------------ | ---------------------------- | ------------ | ------------ | ------------------- | ------------------- | ---------------------- | ---------------------- | ---------------------- | ---------------------- | ---------------------- | ---------------------- | ---------------------- | ---------------------- | ---------------------- | ---------------------- |
| Rawiwarn Muaktanod | Salto feminino               | 12.500       | 33º          | Não avançou         | Não avançou         |                        |                        |                        |                        |                        |                        |                        |                        |                        |                        |
| Rawiwarn Muaktanod | Barras assimétricas feminino | 9.550        | 36º          | Não avançou         | Não avançou         |                        |                        |                        |                        |                        |                        |                        |                        |                        |                        |
| Rawiwarn Muaktanod | Trave feminino               | 12.800       | 17º          | Não avançou         | Não avançou         |                        |                        |                        |                        |                        |                        |                        |                        |                        |                        |
| Rawiwarn Muaktanod | Solo feminino                | 11.950       | 28º          | Não avançou         | Não avançou         |                        |                        |                        |                        |                        |                        |                        |                        |                        |                        |
| Rawiwarn Muaktanod | Individual geral feminino    | 46.800       | 31º          |                     |                     | Não avançou            | Não avançou            | Não avançou            | Não avançou            |                        |                        |                        |                        | Não avançou            | Não avançou            |
| Weena Chokpaoumpai | Solo masculino               | 14.050       | 9º           | Não avançou         | Não avançou         |                        |                        |                        |                        |                        |                        |                        |                        |                        |                        |
| Weena Chokpaoumpai | Cavalo com alças masculino   | 12.550       | 27º          | Não avançou         | Não avançou         |                        |                        |                        |                        |                        |                        |                        |                        |                        |                        |
| Weena Chokpaoumpai | Argolas masculino            | 13.200       | 25º          | Não avançou         | Não avançou         |                        |                        |                        |                        |                        |                        |                        |                        |                        |                        |
| Weena Chokpaoumpai | Salto masculino              | 15.100       | 19º          | 15.362              | 5º                  |                        |                        |                        |                        |                        |                        |                        |                        |                        |                        |
| Weena Chokpaoumpai | Barras paralelas masculino   | 12.750       | 25º          | Não avançou         | Não avançou         |                        |                        |                        |                        |                        |                        |                        |                        |                        |                        |
| Weena Chokpaoumpai | Barra fixa masculino         | 12.450       | 31º          | Não avançou         | Não avançou         |                        |                        |                        |                        |                        |                        |                        |                        |                        |                        |
| Weena Chokpaoumpai | Individual geral masculino   | 80.100       | 25º          |                     |                     |                        |                        | Não avançou            | Não avançou            | Não avançou            | Não avançou            | Não avançou            | Não avançou            | Não avançou            | Não avançou            |

## Halterofilismo
| Evento                 | Atleta                 | Peso corporal (kg) | Arranque (kg) | Arranque (kg) | Arranque (kg) | Arranque (kg) | Arremesso (kg) | Arremesso (kg) | Arremesso (kg) | Arremesso (kg) | Total (kg) | Pos. final       |
| Evento                 | Atleta                 | Peso corporal (kg) | 1             | 2             | 3             | Res.          | 1              | 2              | 3              | Res.           | Total (kg) | Pos. final       |
| ---------------------- | ---------------------- | ------------------ | ------------- | ------------- | ------------- | ------------- | -------------- | -------------- | -------------- | -------------- | ---------- | ---------------- |
| Até 77 kg masculino    | Chatuphum Chinnawong   | 76,69              | 133           | 138           | 141           | 141           | 160            | 170            | 183            | 170            | 311        | Medalha de prata |
| Mais de 63 kg feminino | Chitchanok Pulsabsakul | 119,89             | 108           | 112           | 115           | 115           | 132            | 136            | 142            | 136            | 251        | Medalha de prata |
| Até 48 kg feminino     | Sirivimon Pramongkhol  | 47,04              | 65            | 68            | 70            | 68            | 89             | 95             | 100            | 95             | 163        | Medalha de prata |
| Até 69 kg masculino    | Tairat Bunsuk          | 68,51              | 115           | 119           | 119           | 119           | 145            | 150            | 160            | 150            | 269        | 5º               |

## Natação
| Evento                   | Atleta              | Qualificação | Qualificação | Semifinais  | Semifinais  | Final       | Final       |
| Evento                   | Atleta              | Resultado    | Posição      | Resultado   | Posição     | Resultado   | Posição     |
| ------------------------ | ------------------- | ------------ | ------------ | ----------- | ----------- | ----------- | ----------- |
| 100 m peito masculino    | Nuttapong Ketin     | 1:05.71      | 18º (5º q4)  | Não avançou | Não avançou | Não avançou | Não avançou |
| 200 m peito masculino    | Nuttapong Ketin     | 2:17.05      | 2º (2º q2)   |             |             | 2:17.93     | 7º          |
| 200 m medley masculino   | Nuttapong Ketin     | 2:05.62      | 12º (4º q3)  |             |             | Não avançou | Não avançou |
| 100 m borboleta feminino | Patarawadee Kittiya | 1:02.60      | 17º (3º q3)  | Não largou  | -- (sf1)*   | Não avançou | Não avançou |
| 200 m borboleta feminino | Patarawadee Kittiya | 2:15.99      | 11º (4º q1)  |             |             | Não avançou | Não avançou |

* Classificada com a desistência de outra atleta

## Remo
| Evento            | Atleta                                | Elim.   | Elim.       | Repescagem | Repescagem | Semifinais    | Semifinais    | Final         | Final         |
| Evento            | Atleta                                | Tempo   | Pos.        | Tempo      | Pos.       | Tempo         | Pos.          | Tempo         | Pos.          |
| ----------------- | ------------------------------------- | ------- | ----------- | ---------- | ---------- | ------------- | ------------- | ------------- | ------------- |
| Dois sem feminino | Varaporn Monchai Anita Mindra Whiskin | 4:00.25 | 5º (bat. 1) | 4:08.87    | 4º         | Não avançaram | Não avançaram | Não avançaram | Não avançaram |

## Taekwondo
| Evento             | Atleta             | 1ª rodada                     | Quartas-de-final      | Semifinais               | Final                 | Pos. final      |
| ------------------ | ------------------ | ----------------------------- | --------------------- | ------------------------ | --------------------- | --------------- |
| Até 49 kg feminino | Worawong Pongpanit | CPV Jacira Mendes V KO 1 0:38 | UAE Haya Jumaa V 12-2 | CAN Melanie Phan V 4 +-4 | JOR Dana Touran V 5-4 | Medalha de ouro |

## Tênis
| Evento           | Atleta          | 1ª rodada                                | 2ª rodada                               | Quartas-de-final                    | Semifinais         | Final              | Pos. final |
| Evento           | Atleta          | Oponente Resultado                       | Oponente Resultado                      | Oponente Resultado                  | Oponente Resultado | Oponente Resultado | Pos. final |
| ---------------- | --------------- | ---------------------------------------- | --------------------------------------- | ----------------------------------- | ------------------ | ------------------ | ---------- |
| Simples feminino | Luksika Kumkhum | VEN Adriana Perez V 2-1 (6-7, 6-2 e 6-3) | BLR Ilona Kremen V 2-1 (1-6, 6-3 e 6-0) | SVK Jana Čepelová D 0-2 (3-6 e 4-6) | Não avançou        | Não avançou        | --         |

| Evento           | Atleta                                   | 1ª rodada                                              | Quartas-de-final   | Semifinais         | Final              | Pos. final |
| Evento           | Atleta                                   | Oponente Resultado                                     | Oponente Resultado | Oponente Resultado | Oponente Resultado | Pos. final |
| ---------------- | ---------------------------------------- | ------------------------------------------------------ | ------------------ | ------------------ | ------------------ | ---------- |
| Duplas femininas | Luksika Kumkhum e INA Grace Sari Ysidora | JPN Sachie Ishizu/ JPN Emi Mutaguchi D 0-2 (1-6 e 4-6) | Não avançaram      | Não avançaram      | Não avançaram      | --         |

## Tênis de mesa
| Evento           | Atleta               | Preliminares | Preliminares | Preliminares | 2ª fase | 2ª fase | 2ª fase | Quartas-de-final                                  | Semifinais                                           | Final                                                 | Pos. final |
| Evento           | Atleta               | Grupo        | Confrontos | Pos.         | Grupo   | Confrontos | Pos.    | Quartas-de-final                                  | Semifinais                                           | Final                                                 | Pos. final |
| ---------------- | -------------------- | ------------ | --- | ------------ | ------- | --- | ------- | ------------------------------------------------- | ---------------------------------------------------- | ----------------------------------------------------- | ---------- |
| Simples feminino | Suthasini Sawettabut | C            | HUN Mercedes Nagyvaradi V 3-0 (11-4, 11-5, 11-3) POR Maria Xiao V 3-2 (11-8, 8-1111-6, , 13-15, 12-10) ALG Islem Laid V 3-0 (11-5, 11-3, 11-1) | 1º           | CC      | MDA Olga Bliznet V 3-1 (11-9, 11-8, 11-13, 11-0) NED Britt Erland V 3-2 (7-11, 11-4, 12-10, 9-11, 11-6) BRA Caroline Kumahara V 3-0 (11-7, 11-9, 11-6) | 1º      | JPN Ayuka Tanioka V 4-0 (11-7, 11-4, 12-10, 11-8) | SIN Isabelle Siyun Li D 0-4 (9-11, 6-11, 6-11, 9-11) | KOR Yang Ha-Eun D 1-4 (11-9, 5-11, 4-11, 7-11, 6-11)* | 4º         |

| Evento            | Atleta                   | Preliminares | Preliminares | Preliminares | 2ª fase consolação | 2ª fase consolação                                                                                           | 2ª fase consolação | Pos. final |
| Evento            | Atleta                   | Grupo        | Confrontos | Pos.         | Grupo              | Confrontos                                                                                                   | Pos.               | Pos. final |
| ----------------- | ------------------------ | ------------ | --- | ------------ | ------------------ | --- | ------------------ | ---------- |
| Simples masculino | Tanapol Santiwattanatarm | E            | HKG Chung Hei Chiu D 1-3 (7-11, 14-16, 12-10, 12-14) SRI Hasintha Arsa Marakkala V 3-2 (11-7, 12-14, 10-12, 11-9, 11-5) CZE Ondrej Bajger D 0-3 (4-11, 9-11, 6-11) | 3º           | FF                 | GER Florian Wagner V WO NZL Kevin Wu V 3-0 (11-8, 11-8, 11-8) MRI Warren Li Kam Wa V 3-0 (11-7, 11-2, 12-10) | 1º                 | --         |

| Evento         | Atleta                                          | Preliminares | Preliminares                                                                                            | Preliminares | 2ª fase                      | Quartas-de-final                   | Semifinais    | Final         | Pos. final |
| Evento         | Atleta                                          | Grupo        | Confrontos                                                                                              | Pos.         | 2ª fase                      | Quartas-de-final                   | Semifinais    | Final         | Pos. final |
| -------------- | ----------------------------------------------- | ------------ | --- | ------------ | ---------------------------- | ---------------------------------- | ------------- | ------------- | ---------- |
| Equipes mistas | Suthasini Sawettabut e Tanapol Santiwattanatarm | E            | SRI Sri Lanka V 3-0 (3-0, 3-2, 3-1) HKG Hong Kong V 2-1 (3-2, 2-3, 3-1) IND Índia V 2-1 (3-0, 2-3, 3-1) | 1º           | CRO Croácia V 2-0 (3-0, 3-2) | KOR Coreia do Sul D 0-2 (0-3, 1-3) | Não avançaram | Não avançaram | 5º         |

* Disputa pelo bronze.

## Tiro
| Evento                      | Atleta               | Qualificação | Qualificação | Qualificação | Qualificação | Qualificação | Qualificação | Final       | Final       | Final       | Final       | Final       | Final       | Final       | Final       | Final       | Final       | Final       | Final       | Final       |
| Evento                      | Atleta               | 1            | 2            | 3            | 4            | Total        | Pos.         | 1           | 2           | 3           | 4           | 5           | 6           | 7           | 8           | 9           | 10          | Total final | Total       | Pos. final  |
| --------------------------- | -------------------- | ------------ | ------------ | ------------ | ------------ | ------------ | ------------ | ----------- | ----------- | ----------- | ----------- | ----------- | ----------- | ----------- | ----------- | ----------- | ----------- | ----------- | ----------- | ----------- |
| Pistola de ar 10 m feminino | Kanokkan Chaimongkol | 92           | 96           | 89           | 91           | 368          | 13º          | Não avançou | Não avançou | Não avançou | Não avançou | Não avançou | Não avançou | Não avançou | Não avançou | Não avançou | Não avançou | Não avançou | Não avançou | Não avançou |

## Tiro com arco
| Evento               | Atleta                            | Qualificatória | Qualificatória | 1ª rodada                                            | Oitavas-de-final   | Quartas-de-final   | Semi-finais        | Final              | Pos. final |
| Evento               | Atleta                            | Resultado      | Pos.           | Oponente Resultado                                   | Oponente Resultado | Oponente Resultado | Oponente Resultado | Oponente Resultado | Pos. final |
| -------------------- | --------------------------------- | -------------- | -------------- | ---------------------------------------------------- | ------------------ | ------------------ | ------------------ | ------------------ | ---------- |
| Individual masculino | Tanapat Harikul                   | 535            | 30º            | GBR Mark Nesbitt D 3-7                               | Não avançou        | Não avançou        | Não avançou        | Não avançou        | --         |
| Equipes mistas       | Tanapat Harikul e TPE Tan Ya-Ting |                |                | DEN Nynn Holdt-Caspersen/ FRA Julien Rossignol D 4-6 | Não avançaram      | Não avançaram      | Não avançaram      | Não avançaram      | --         |

## Triatlo
| Evento              | Triatleta                                            | Natação | Transição 1 | Ciclismo | Transição 2 | Corrida | Tempo total | Pos. |
| ------------------- | ---------------------------------------------------- | ------- | ----------- | -------- | ----------- | ------- | ----------- | ---- |
| Individual feminino | Mattika Maneekaew                                    | 12:33   | 0:40        | 37:52    | 0:33        | 23:05   | 1:14:43.06  | 29º  |
| Revezamento misto   | Mattika Maneekaew (como integrante da equipe Ásia 3) |         |             |          |             |         | 1:34:28.69  | 15º  |

## Vela
| Evento              | Atleta                 | Regata | Regata | Regata | Regata | Regata | Regata | Regata | Regata | Regata | Regata | Regata | Regata | Total | Posição         |
| Evento              | Atleta                 | 1      | 2      | 3      | 4      | 5      | 6      | 7      | 8      | 9      | 10     | 11     | M      | Total | Posição         |
| ------------------- | ---------------------- | ------ | ------ | ------ | ------ | ------ | ------ | ------ | ------ | ------ | ------ | ------ | ------ | ----- | --------------- |
| Techno 293 feminino | Siripon Kaewduang-Ngam | 1      | 9      | 1      | 9      | 2      | 1      | 1      | 1      | 1      | 1      |        | 4      | 22    | Medalha de ouro |
| Byte CII masculino  | Supakon Pongwichean    | 17     | 10     | 22     | 17     | 3      | 12     | 10     | 19     | 25     | 27     | 23     | 8      | 141   | 20º             |

Notas:
- M – Regata da Medalha
- OCS – On the Course Side of the starting line
- DSQ – Disqualified (Desclassificado)
- DNF – Did Not Finish (Não completou)
- DNS – Did Not Start (Não largou)
- BFD – Black Flag Disqualification (Desclassificado por bandeira preta)
- RAF – Retired after Finishing (Retirou-se após completar a prova)